# Battaglia di Pianosa (1519)
La Battaglia di Pianosa fu uno scontro navale avvenuto il 25 aprile 1519 tra una flottiglia della Repubblica di Genova, comandata da Andrea e Filippino Doria, e una formazione corsara nordafricana proveniente da Tunisi, guidata dal corsaro noto come Kaid Alì. Lo scontro si consumò nei pressi dell'isola di Pianosa, nell'arcipelago toscano, e si concluse con una netta vittoria genovese.

## Contesto storico
Nel corso dei secoli XV e XVI, le coste del Mediterraneo furono frequentemente colpite da incursioni corsare, in particolare da parte dei cosiddetti corsari barbareschi, operanti dalle basi della costa nordafricana. Tali attività conobbero una crescita significativa all’inizio del 1500, favorita dal declino dell’autorità centrale nei territori maghrebini e dall’ascesa dell’Impero ottomano, che spesso offriva sostegno a queste forze navali irregolari.
Tra i più noti comandanti corsari del periodo si annoverano Hayreddin Barbarossa e Kurtoğlu Muslihiddin. Quest’ultimo aveva stabilito una base operativa a Biserta, in Tunisia, con il sostegno della dinastia hafside. Dopo il suo passaggio al servizio della Sublime Porta nel 1516, il comando locale fu assunto da Kaid Ali, il quale consolidò ulteriormente la potenza della flotta bizertina.
Nel 1518, Kaid riuscì a infliggere un duro colpo alla cristianità catturando la Capitana pontificia, la nave ammiraglia del Papa, e lo stesso ammiraglio Paolo Vettori, nei pressi del Monte Argentario.

## L'intervento della Superba
Nel primavera del 1519, venuta a conoscenza della presenza della flotta di Kaid Ali nel Tirreno, la Repubblica di Genova incaricò Andrea e Filippino Doria, nobili e comandanti di provata esperienza, di organizzare la difesa costiera. I Doria ottennero dal governo genovese il rinforzo della flotta con due nuove galee (Santo Crocifisso e la Santa Caterina), che furono dotate di rematori buonavoglia (vogatori liberi), data la scarsità di schiavi e prigionieri.
La squadra genovese lasciò la base a metà aprile e si diresse verso sud alla ricerca dei corsari.

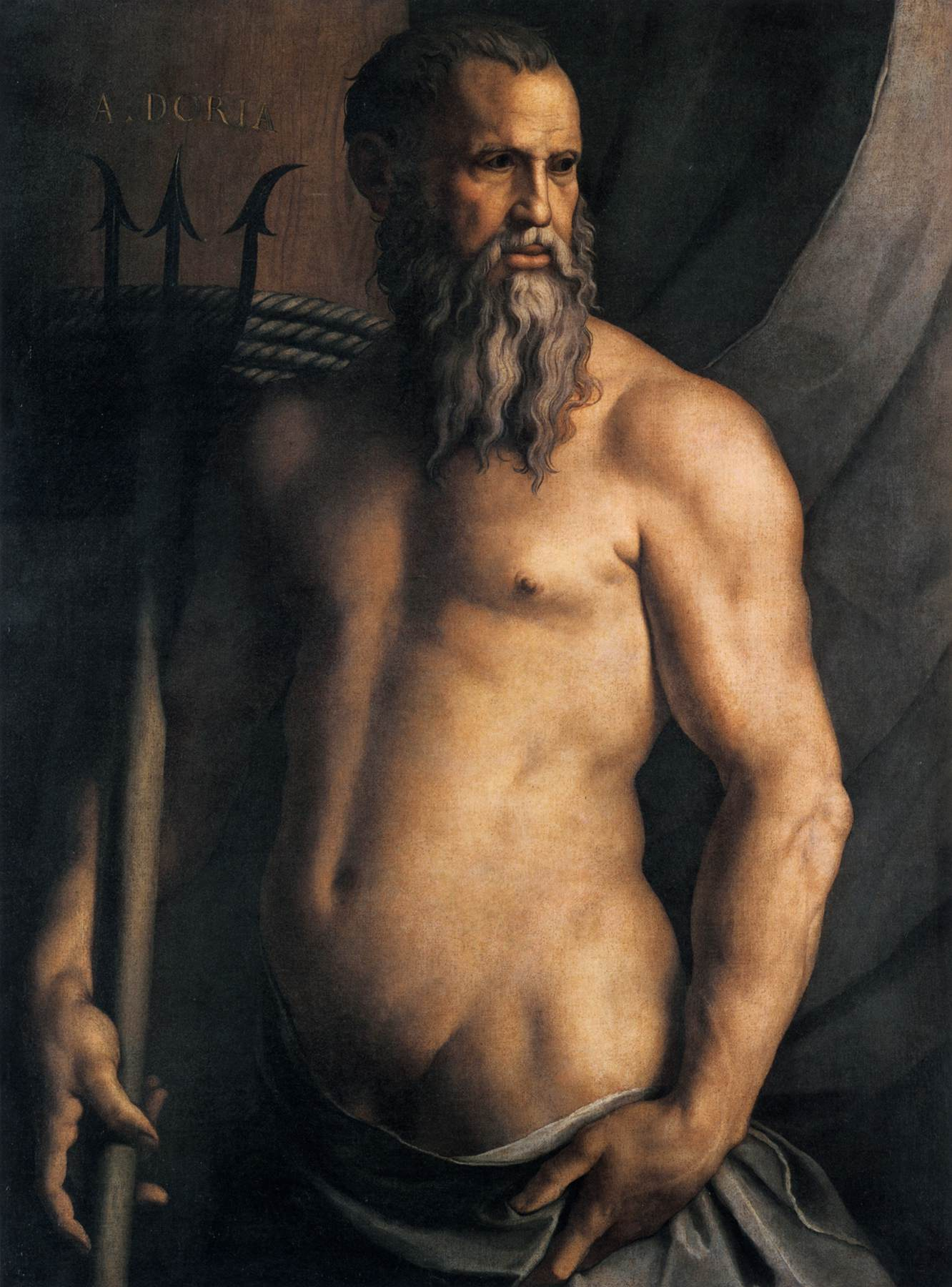
Andrea Doria raffigurato come Nettuno dal Bronzino

## La battaglia
Il 25 aprile 1519, nei pressi dell’isola di Pianosa, la flotta genovese intercettò quella barbaresca. Quest’ultima, favorita da un forte vento di scirocco e da una superiore consistenza numerica, costrinse i genovesi a una ritirata tattica. Inseguiti per oltre 20 miglia nautiche, i genovesi raggiunsero il capo occidentale dell’isola d’Elba.
Qui, Andrea Doria sfruttò un mutamento del vento per manovrare e invertire la rotta, puntando direttamente verso i nemici. Tuttavia, le due nuove galee, poco esperte, iniziarono a sbandare e furono trainate da altre due navi veterane. Doria affidò queste quattro unità a suo nipote Filippino Doria, mentre con le sue due principali navi, la Capitana e la Patrona, attaccò direttamente la flotta corsara per guadagnare tempo.
Nonostante l’inferiorità numerica, i genovesi fecero uso efficace dell’artiglieria di bordo, causando danni iniziali. I corsari però riuscirono ad abbordare le navi, dando inizio a un violento corpo a corpo. Dopo quindici minuti di dura resistenza, sopraggiunsero le restanti quattro galee genovesi, rovesciando le sorti dello scontro. In meno di un’ora, la vittoria fu assicurata a Genova.
La battaglia si concluse con la distruzione o cattura di gran parte della flotta corsara, che si stima consistesse in almeno nove unità navali. Solo tre fuste riuscirono a fuggire. La Capitana pontificia fu recuperata e rimorchiata a Genova insieme ad altre quattro navi.
Le perdite tra i corsari furono pesanti: le fonti italiane riportano circa 500 morti, sebbene il numero esatto resti incerto. Anche Genova subì perdite: Lazzarino Doria, nipote di Andrea, morì in battaglia, mentre Filippino Doria fu ferito due volte.
Il comandante corsaro Kaid Ali fu catturato e imprigionato nella fortezza di Pianosa, dove morì nel 1530. I pochi altri prigionieri furono rapidamente riscattati.

## Conseguenze
La battaglia assestò un duro colpo alla flotta corsara di Biserta, che perse la gran parte delle sue unità e i suoi comandanti principali. Con Kurtoğlu Muslihiddin ormai attivo in Oriente per conto dell’Impero ottomano e Kaid imprigionato, Biserta perse il ruolo di principale base barbaresca nel Mediterraneo centrale. Il centro venne relegato a un ruolo secondario, superato da altre roccaforti corsare come Tripoli e, soprattutto, Algeri, che da quel momento in avanti divenne il fulcro dell’attività corsara in Maghreb.